# أوموت آرال
أوموت آرال (من مواليد 26 يونيو 1976) هو مخرج ومنتج وكاتب سيناريو تركي  اشتهر بمسلسل نتفليكس المحافظ (مسلسل 2018).  عشق 101   وظهوره الطويل لأول مرة في لعبة Good Game: The Beginning للرياضات الإلكترونية.  
نشأ أوموت آرال في اسطنبول، تركيا. التحق بمدرسة غلطة سراي الثانوية ودرس الإدارة في جامعة بوغازجي. بدأ صناعة الأفلام في سن مبكرة. بدأ تصوير الأفلام القصيرة في سن الثالثة عشر. يمكنه التحدث باللغة الإنجليزية والفرنسية والتركية.

## مسار مهني
وهو مدير مؤسس، حيث أخرج أكثر من 300 إعلان تلفزيوني،  وعمل لعملاء مثل كوكاكولا، وبيبسي، ومرسيدس بنز، وماكدونالدز، ونيفيا، وفودافون،  يونيليفر،  نستله   وQMobile.
في عام 2017، أخرج دراما وثائقية لمتحف Galatasaray SK. وأيضًا حلقة واحدة من سلسلة مختارات أصلية من BluTV التركية 7 وجوه  والتي يتم بثها حاليًا على SBS Australia  وإتش بي أو ماكس.
في عام 2018، أخرج أول مسلسل نيتفليكس باللغة التركية المحافظ بطولة شاتاي أولوسوي وأيكا أيسين توران وهازار إرغوكلو وأوكان ياليبك لمدة 4 مواسم متتالية. أصبح المحافظ هو السادس من بين «البرامج التلفزيونية غير الإنجليزية» الأكثر مشاهدة في المملكة المتحدة  والعاشر في الولايات المتحدة. في العام نفسه، أخرج أيضًا أول فيلم روائي طويل مرخص  للرياضات الإلكترونية، Good Game: The Beginning ، بطولة ميرت يازجي أوغلو، عفراء سراج أوغلو وكيرم بورسين.

## روابط خارجية
- الموقع الرسمي
- أوموت آرال في قاعدة بيانات الأفلام على الإنترنت